# Casaforte Villette
La casaforte Villette (pron. fr. AFI: [vilet]; in francese, maison forte Villette) è una casaforte medievale valdostana, per secoli di proprietà vescovile, che sorge a Cogne in località Laydetré, non lontano dal capoluogo Veulla, lungo la strada che porta alla Valnontey. Ristrutturata, è di proprietà di privati e non è visitabile.

## Storia
La casaforte venne costruita nel XIII secolo «per marcare la giurisdizione dei vescovi su questa Valle» e per volere di Humbert de Villette (1266-1271), membro della famiglia dei Chevron-Villette che aveva i propri interessi in Tarantasia nominato vescovo di Aosta nel 1266. Di conseguenza, Humbert de Villette avrebbe dato disposizioni di costruire la casaforte negli ultimi anni della sua vita, come suggerisce lo storico Jean-Baptiste de Tillier indicando come possibile data di edificazione il 1270, o come ipotizza Bruno Orlandoni, lasciando il dubbio se l'edificazione ex novo sia attribuibile o meno al neo-vescovo, in una data compresa tra il 1266 e la data di morte.
Successivamente restò in mano al vescovado, come testimoniano i documenti e alcuni episodi significativi: nel 1363, per una rivolta popolare, vi si rifugiò il castellano del vescovo, minacciato dai cogneins.
Un incendio la distrusse nel 1531 e a ottobre dello stesso anno l'allora vescovo di Aosta Pietro Gazino (Pierre Gazin) (1528 - 1556) radunò i parrocchiani per procedere con la ricostruzione: i documenti riportano che ogni famiglia di Cogne avrebbe lavorato per una giornata di corvée e prestato i materiali necessari, dal legname, alla pietra, dalle lose alla calce, mentre il vescovo avrebbe provveduto a retribuire i muratori e alla cottura della calce.
Di fatto, riporta il de Tillier, i vescovi nella giurisdizione di Cogne ebbero a lungo il privilegio di non dipendere da alcuno (se non da Dio), ossia di godere dell'autonomia decisionale di cui godevano principi e re, privilegio che mantennero fino al maggio del 1605, quando il Senato di Savoia riconsegnò la sovranità suprema a Carlo Emanuele duca di Savoia e ai suoi successori alla corona. Si trattò di una riconsegna, infatti: i diplomi d'infeudazione di Carlo V datati 1º maggio 1521 e 10 dicembre 1547 e quello di Ferdinando I datato 6 marzo 1562 affidavano il vicariato perpetuo e senza restrizioni del territorio locale parte del Sacro Romano Impero alla Real Casa di Savoia, sottomettendo i prelati di fatto al vassallaggio.
Nei secoli seguenti la casaforte Villette andò in rovina, e fu in questo stato che la trovò lo storico Jean-Baptiste de Tillier negli anni trenta del Settecento, rammaricandosene:
(à la vérité, l'un et l'autre de ces deux bâtiments auraient besoin de beaucoup de réparations, car ils vont tombant peu à peu en ruine, faute d'être entretenus en l'état où ils devraient être pour soutenir le décor d'une si belle et si ancienne jurisdiction temporelle. C'est la seule jurisdiction que nos Prélats aient à présent dans toute l'étendue du Duché; et ils ne reconnaissent la tenir que de Dieu seul et ils ne reconnaissent la tenir que de Dieu seul depuis qu'ils sont entrés en possession du siège épiscopal.)
Restaurata nel 1873, la casaforte Villette venne trasformata in ospizio per i poveri.
Nei primi decenni del Novecento vennero portati avanti i lavori per la costruzione di villa Giacosa-Malvezzi.

## Descrizione
Fin dall'origine la casaforte Villette era composta di due edifici, una torre e un casaforte («une tour soit maison forte»); scrive il de Tillier che nei pressi della casaforte sorgeva già il Tribunale di Giustizia dei vescovi, la casaforte si situava quindi in una posizione strategica all'interno del paese.
La casaforte originaria andò distrutta nell'incendio del 1531 e venne per questo ricostruita: gli edifici attuali, seppur trasformati, hanno per base le rovine della casaforte seicentesca, pesantemente rimaneggiati nel 1873.
In particolare, il fabbricato con funzione residenziale è stato trasformato a inizio Novecento nella villa Giacosa-Malvezzi, mentre la torre vera e propria nella seconda metà dell'Ottocento è stata incorporata in un ospizio per i poveri. 
Quest'ultima, per l'aspetto massiccio, è stata comparata da Bruno Orlandoni alla domus episcopalis del Castello di Issogne, alla Torre Colin di Villeneuve e castello di La Mothe di Arvier.